# 翅茎异形木
翅茎异形木（学名：Allomorphia eupteroton var. teretipetiolata）为野牡丹科异形木属下的一个变种。